# Montserrat Mínguez
Montserrat Mínguez García, est une femme politique espagnole membre du Parti des socialistes de Catalogne (PSC).
Elle est élue députée de la circonscription de Lleida lors des élections générales d'avril 2019.